# Olivia Williamsová

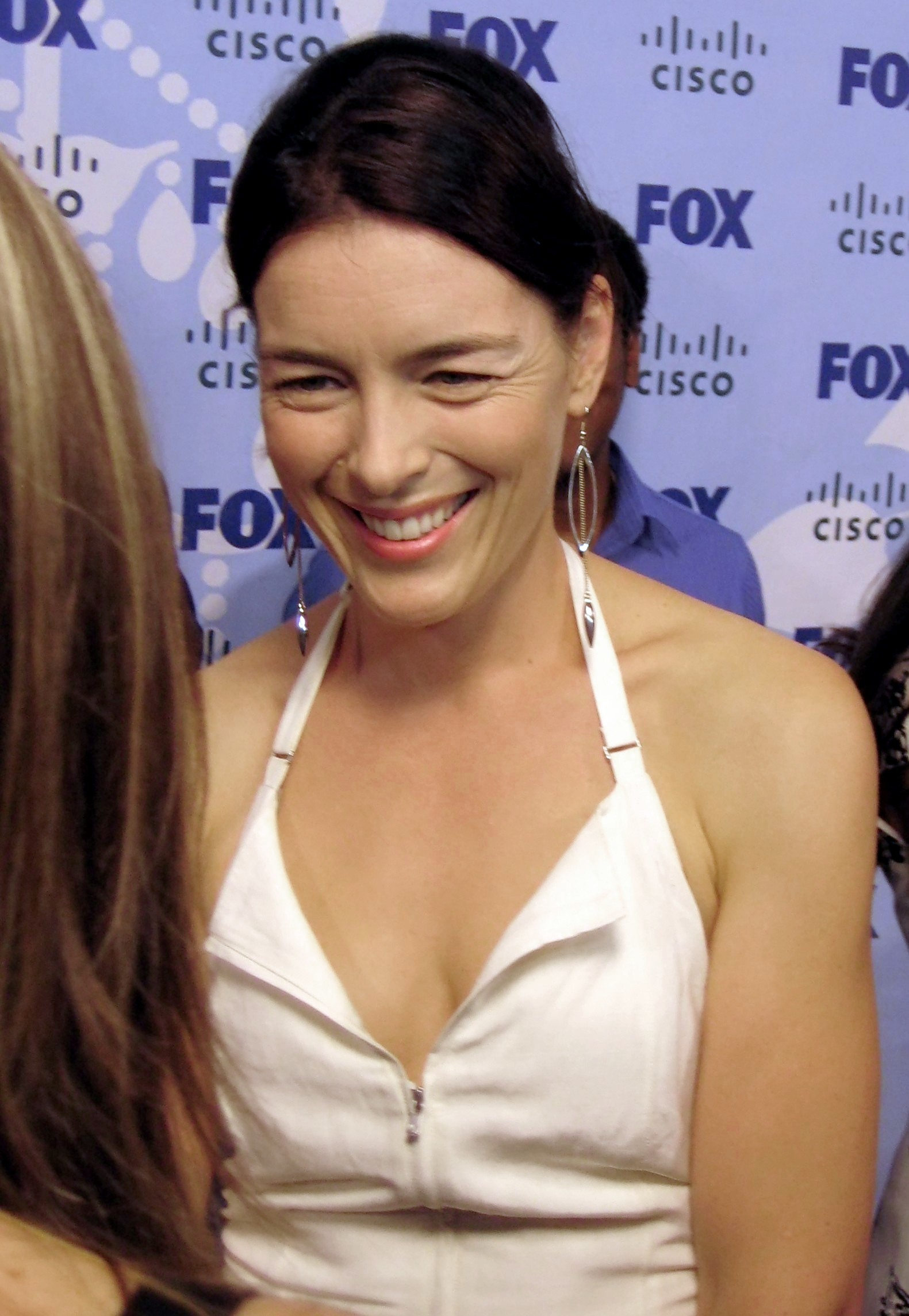
Olivia Williamsová (2008)

Olivia Haigh Williamsová (* 26. července 1968, Camden Town, Londýn) je anglická divadelní, televizní a filmová herečka. Mezi její nejvýznamnější role patří Anna Croweová v dramatu Šestý smysl a Ruth Langová v thrilleru Muž ve stínu.

## Osobní život
Narodila se v roce 1968 v londýnském Camden Townu do rodiny právníků – specializací barristerů. Po ukončení nezávislé dívčí střední školy South Hampstead High School na Hampsteadu vystudovala obor anglická literatura na Newnhamově koleji Cambridgeské univerzity. Další dva roky navštěvovala dramatického umění na Bristol Old Vic Theatre School a tři roky strávila v angažmá Královské shakespearovské společnosti.

## Herecká kariéra
Po absolutoriu se stala členkou souboru Královské shakespearovské společnosti ve Stratfordu nad Avonou a Londýně. V roce 1995 se zúčastnila turné po Spojených státech s představením Shakespearovy hry Richard III. v hlavní roli s Ianem McKellenem. První významnější roli před kamerou získala v postavě Jane Fairfaxové v britském televizním snímku Emma (1996), jenž vznikl podle románové předlohy Jane Austenové z roku 1816.
Filmový debut zaznamenala v roce 1997 v postapokalyptickém výpravném snímku Kevina Costnera Posel budoucnosti. Hlavní roli Rosemary Crossové ztvárnila ve filmu Jak jsem balil učitelku (1998). Poté se objevila jako manželka Bruce Willise v úspěšném dramatu Šestý smysl (1999). Za film The Heart of Me (2002) obdržela cenu Britského nezávislého filmu (British Independent Film Award) pro nejlepší herečku. Paní Darlinovou si zahrála v adaptaci Petra Pana z roku 2003. Negativní kritický ohlas si vysloužila za nedůvěryhodný výkon jako Dr. Moira MacTaggertová v akčním filmu X-Men: Poslední vzdor.
V roce 2010 získala po přeobsazení Tildy Swintonové roli Ruth Langové, manželky bývalého britského premiéra v thrilleru Romana Polańského Muž ve stínu, za kterou obdržela několik cen kritiků pro nejlepší herečku ve vedlejší roli.

## Soukromý život
V minulosti prošla tříletým partnerským vztahem s polským politikem a pozdějším ministrem zahraničí Radosławem Sikorskim. Dne 2. listopadu 2003 se vdala za amerického divadelního herce a autora divadelních her Rhashana Stonea. Mají dvě děti Esmé Ruby (nar. 2004) a Roxanu May (nar. 2007).
Po dotočení snímku Posel budoucnosti studovala v bolivijském tropickém deštném lese medvěda brýlatého. Od roku 2006 přispívá občasnými zážitky z cest do rubriky „Independent Traveller“ nedělního vydání britských novin The Independent on Sunday.

## Výběr filmografie

### Film
| Film                       | Film                              | Film                        | Film |
| Rok                        | Film                              | Role                        | Poznámka |
| -------------------------- | --------------------------------- | --------------------------- | --- |
| 1997                       | Beck                              | Karen Quinn                 | |
| 1997                       | Gaston's War                      | Nicky                       | |
| 1997                       | Posel budoucnosti                 | Abby                        | dabing: Petra Hanžlíková |
| 1998                       | Jak jsem balil učitelku           | Rosemary Cross              | dabing: Miriam Chytilová |
| 1999                       | Šestý smysl                       | Anna Crowe                  | dabing: Kateřina Lojdová |
| 2000                       | Zabijácká partie                  | Audrey                      | |
| 2000                       | Vášnivá salsa                     | Eleanor                     | dabing: Hana Krtičková (VHS) |
| 2000                       | Dead Babies                       | Diana                       | |
| 2001                       | Stíny mrtvých                     | Sharon Golban               | |
| 2001                       | Klikaři                           | Annabel Sweep Lady Hamilton | nejlepší herečka (2002): – nominace Empire Awards                                                                                         |
| 2001                       | Muž z Elysejských polí            | Andrea                      | dabing: Petra Hanžlíková |
| 2002                       | Rozpolcená srdce                  | Madeleine                   | nejlepší herečka (2003): – British Independent Film Awards                                                                                |
| 2002                       | Hlubina                           | Claire                      | |
| 2003                       | Zabijte krále                     | Lady Anne Fairfax           | |
| 2003                       | Peter Pan                         | Mrs. Darling                | dabing: Simona Postlerová |
| 2005                       | Valiant                           | Victoria                    | hlasová role |
| 2005                       | Dům na Tara Road                  | Ria                         | dabing: Barbora Munzarová |
| 2005                       | Mockingbird                       | matka                       | |
| 2006                       | X-Men: Poslední vzdor             | Moira MacTaggert            | dabing: Miriam Chytilová |
| 2008                       | Temné vzpomínky                   | Grace Scott                 | dabing: Dagmar Čárová |
| 2008                       | Rozervaná pouta                   | Zoe                         | dabing: Jitka Ježková |
| 2009                       | Škola života                      | Miss Stubbs                 | dabing: Šárka Vondrová |
| 2010                       | Muž ve stínu                      | Ruth Lang                   | nejlepší herečka ve vedlejší roli: – Cena londýnských filmových kritiků – Cena národní společnosti filmových kritiků dabing: Nela Boudová |
| 2010                       | Sex & Drugs & Rock & Roll         | Betty Dury                  | |
| 2011                       | Spoluautor                        | Emma Stiles                 | |
| 2011                       | Hanna                             | Rachel                      | dabing: Radana Herrmannová |
| 2012                       | Anna Karenina                     | hraběnka Vronská            | |
| 2012                       | Teď a tady                        | matka                       | |
| 2012                       | Královský víkend                  | Eleanor Rooseveltová        | |
| 2013                       | Poslední dny na Marsu             | Kim Aldrich                 | |
| 2013                       | Justin: Jak se stát rytířem       | královna (dabing)           | |
| 2014                       | Mapy ke hvězdám                   | Cristina Weiss              | |
| 2017                       | Viktorie a Abdul                  | Jane Spencer                | |
| Televizní a video produkce |                                   |                             | |
| Rok                        | Název                             | Role                        | Poznámka |
| 1992                       | Van der Valk                      | Irene Kortman               | 1 díl |
| 1992                       | The Ruth Rendell Mysteries        | Jennifer Norris             | 1 díl |
| 1994, 2004                 | Přátelé                           | Felicity, družička          | 2 díly |
| 1996                       | Emma                              | Jane Fairfax                | |
| 2000                       | Iásón a argonauti                 | Héra                        | dabing: Mahulena Bočanová |
| 2001                       | Space                             | sražená cyklistka           | 1 díl |
| 2004                       | Agatha Christie: Život v obrazech | Agatha Christie             | |
| 2006                       | Poslední dny sopky Krakatoa       | Johanna Beijerinck          | |
| 2007                       | Poznamenaná                       | Michelle Cahill             | |
| 2008                       | Smutky slečny Austenové           | Jane Austenová              | |
| 2009–2010                  | Dům loutek                        | Adelle DeWittová            | dabing: Ivana Milbachová |
| 2010                       | Čmuchalové                        | Miriam Foster               | |
| 2011                       | Case Sensitive                    | DS Charlie Zailer           | |
| 2014                       | Salting the Battlefield           | Belinda Kay                 | |
| 2014                       | Manhattan                         | Liza Winter                 | |
| 2021–dosud                 | Viktoriánky                       | Lavinia Bidlow              | |

### Divadlo
| Divadlo | Divadlo                       | Divadlo                           | Divadlo                    | Divadlo         |
| Rok     | Hra                           | Autor                             | Scéna                      | Role            |
| ------- | ----------------------------- | --------------------------------- | -------------------------- | --------------- |
| 1995    | Richard III. (1591)           | William Shakespeare               |                            |                 |
| 2003    | Marná lásky snaha (1595–1596) | William Shakespeare               | Národní divadlo, Londýn    | princezna       |
| 2003    | Hotel v Amsterdamz (1968)     | John Osborne                      | Donmar Warehouse, Londýn   | Annie           |
| 2006    | The Changeling (1653)         | Thomas Middleton a William Rowley | Barbican Centre, Londýn    | Beatrice-Joanna |
| 2011    | In a Forest, Dark and Deep    | Neil LaBute                       | Vaudeville Theatre, Londýn | Betty           |